# VIP Manicure
Vip Manicure é a adaptação portuguesa do programa argentino La Pelu feita pela SIC, com as actrizes Ana Bola e Maria Rueff.
Denise de Magalhães e Maria Delfina Caroço são duas “escultoras de nels”, vulgo manicures que trabalham num centro comercial a que pomposamente chamam Fórum, algures num subúrbio. Têm um “corner de nels” debaixo da escada do dito centro, mas Denise, a patroa, é muito ambiciosa e tem o sonho de receber vips (ou vipares, como diz Denise) e tratar-lhes das unhas, o que acaba por conseguir.
Maria Delfina admira profundamente Denise, que tem uma imaginação cavalgante e lhe conta as maiores mentiras. Não lhe paga, diz que nunca tem dinheiro, mas gosta dela e protege-a.
O sonho de Maria Delfina é ser cantora, concorrer a concursos de televisão e de vez em quando “baixam-lhe” umas entidades sempre em forma de cantoras conhecidas.
Esta série, em formato de comédia de situação, mostra não só a relação entre as duas personagens, como o que lhes vai acontecendo na vida privada, (amores, desamores, família) bem como a relação delas com os tais vips que as visitarão e com quem Denise tenta enturmar-se, já que o objetivo da sua vida é ser famosa.
Pelo fórum circulam duas personagens.
O segurança Carlão, com quem a Denise mantém um relacionamento, e que muitas vezes provoca um desmaio às convidadas, devido à sua boa aparência física.
A empregada das sopas, Velvichia Mirabilis, mais conhecida por Dama Velvi, torna-se amiga de Denise e Maria Delfina, começando a participar nos esquemas da patroa do Vip Manicure.

## Convidados especiais
- Luciana Abreu
- Vanessa Fernandes
- Fátima Lopes (apresentadora)
- Ana Malhoa
- Rui Unas
- Sofia Aparício
- Filipa de Castro
- José Cid
- Solange F
- Maya
- Simone de Oliveira
- Ana Brito e Cunha
- Vitor de Sousa
- Lurdes Norberto
- Adelaide de Sousa

## Curiosidades
- Depois de uma promoção intensiva nos intervalos comerciais, no dia 8 de Setembro as actrizes Ana Bola e Maria Rueff estiveram presentes no programa Fátima, na pele das suas personagens.
- O director Nuno Santos, revelou à imprensa que queria ter 1 milhão de espectadores na estreia.

## Audiência
- O primeiro episódio foi visto por cerca de 1 milhão e 200 mil pessoas, obtendo 12,1% da audiência e 29,7% de share. [2]
- O pior desempenho ocorreu no dia 6 de Outubro de 2008, com 7,1% de audiência e 17,1% de share, tendo no entanto sido o melhor programa da SIC nesse dia, classificando-se em 9º lugar. [2]